# Gary Payton
Gary Dwayne Payton, född 23 juli 1968 i Oakland, Kalifornien, är en amerikansk före detta basketspelare. Han spelade spelade som point guard och spelade bland annat 13 år för Seattle Supersonics. Han kallades "The Glove", på grund av sina utmärkta defensiva kvaliteter.
Han är far till Gary Payton II.

## Landslagskarriär
Gary Payton var med och vann OS-guld i basket 1996 i Atlanta och därefter en gång till fyra år senare i Sydney. Detta var USA:s elfte respektive tolfte basketguld i olympiska sommarspelen.